# Tenuialidae
Tenuialidae zijn  een familie van mijten. Bij de familie zijn 7 geslachten met 13 soorten ingedeeld.